# Pat Kirkwood (actrice)
Pour les articles homonymes, voir Pat Kirkwood.
Pat Kirkwood (née le 24 février 1921 et morte le 25 décembre 2007) est une actrice, chanteuse et danseuse britannique. Elle est la première femme à avoir eu sa propre série télévisée sur la BBC.

## Biographie
Patricia Kirkwood naît à Pendleton (en), dans le Lancashire, de William et Norah Carr Kirkwood,. Elle fait des études au Levenshulme High School (en) de Manchester.
À partir de 1936, elle participe à plusieurs productions scéniques,.
En 1938-1939 Kirkwood fait des apparitions dans deux films : Save a Little Sunshine (en) et Me and My Pal (en), ce qui mène à son premier succès musical : Hurry Home,.
Sa carrière décolle au début de la Seconde Guerre mondiale, alors qu'elle tient un rôle dans la revue Black Velvet (en) à l'Hippodrome (Londres) (en). Elle obtient un certain succès avec son interprétation de la chanson My Heart Belongs to Daddy de Cole Porter, ce qui l'amène à être qualifiée de « première étoile britannique en temps de guerre,. »

## Filmographie
| Année | Titre original              | Titre français            | Rôle               | Notes | Ref.  |
| ----- | --------------------------- | ------------------------- | ------------------ | ----- | ----- |
| 1938  | Save a Little Sunshine (en) |                           | Pat                |       | [ 2 ] |
| 1939  | Come On George! (en)        |                           | Ann Johnson        |       | [ 2 ] |
| 1940  | Band Waggon                 |                           | Pat                |       | [ 2 ] |
| 1945  | Flight from Folly (en)      |                           | Sue Brown          |       | [ 3 ] |
| 1946  | No Leave, No Love           | Pas de congé, pas d'amour | Susan Malby Duncan |       | [ 2 ] |
| 1950  | Once a Sinner (en)          |                           | Irene James        |       |       |
| 1956  | Stars in Your Eyes (en)     |                           | Sally Bishop       |       |       |
| 1957  | After the Ball              |                           | Vesta Tilley       |       | [ 2 ] |